# Nearctopsylla myospalaca
Nearctopsylla myospalaca är en loppart som beskrevs av Ma Liming et Wang Lichen 1966. Nearctopsylla myospalaca ingår i släktet Nearctopsylla och familjen mullvadsloppor. Inga underarter finns listade i Catalogue of Life.